# John Butts (Musiker)
John Butts (* 1941 in Slough; † 30. Dezember 1966 auf Grand Bermuda) war ein britischer Jazzschlagzeuger.

## Leben
Butts gehörte zunächst in Blackburn zur Band von Derek Sinclair, dann in Newcastle upon Tyne zur Gruppe von Don Smith und zur Emcee Five von Mike Carr, um sich Ende 1962 Ronnie Ross anzuschließen. 1963 und 1964 war er Mitglied im Orchestra von Johnny Dankworth, mit dem er auch aufnahm. 1965 arbeitete er in den Bands von Ronnie Scott und von Tubby Hayes. Auch trat er in dem Fernsehprogramm Jazz 625 der BBC mit Humphrey Lyttelton und Big Joe Turner, Buck Clayton und Vic Dickenson (mit Tony Coe, Joe Temperley, Eddie Harvey und Dave Green) auf. 1966 arbeitete er bei Dick Morrissey und begleitete in Ronnie Scott’s Jazz Club Blossom Dearie (Blossom Time at Ronnie Scott's) und Gordon Beck/Joy Marshall (Gordon Beck Quartet Featuring Joy Marshall: When Sunny Gets Blue). Im Juni 1966 ging er auf die Westindischen Inseln, wo er in der Combo von Joe Wylie tätig war. Er starb an den Verletzungen eines Motorradunfalls.
Mit dem Stück Dear Johnny B erinnerte Tubby Hayes auf dem Album Mexican Green (1967) an seinen Schlagzeuger.

## Diskographische Hinweise
- Johnny Dankworth: What the Dickens (Fontana, 1963)
- Cleo Laine Featuring John Dankworth Shakespeare and All That Jazz (Fontana, 1964)
- The Ronnie Scott Quintet Featuring Alan Skidmore. BBC Jazz Club (Gearbox 1966, ed. 2013, mit Gordon Beck, Jeff Clyne)

## Lexikalische Einträge
- John Chilton: Who's Who of British Jazz. Continuum International Publishing Group, 2004, ISBN 0-8264-7234-6.